# Psicoteràpia online
La Psicoterapia Online és la provisió dels serveis professionals de teràpia de salut mental (psicoteràpia) a través d'Internet. Aquests serveis es proporcionen de manera típica mitjançant correu electrònic, xat en temps real i videoconferència.
Alguns pacients utilitzen la psicoteràpia en línia conjuntament amb la psicoteràpia tradicional cara a cara, i un nombre creixent de pacients que utilitzen de forma exclusiva en línia (sobre tots els EUA), reemplaçant així a la teràpia tradicional mitjançant la visita presencial .
Encara que algunes formes de teràpia telefònica (telepsicoteràpia) han tingut lloc durant més de 35 anys, 2, l'arribada d'Internet (amb els sistemes en temps real de vídeo i xat) i el gran increment de la penetració de la banda ampla a resultat un gran impulso cap a la psicoteràpia online. Els pacients utilitzen la videoconferència, el xat en temps real i el correu electrònic amb els professionals de la psicoteràpia en lloc, o afegits als serveis de teràpia cara-a-cara.

## Beneficis
Les principals línies d'investigació dintre de la psicoteràpia online han establert l'eficàcia de la teràpia online amb uns resultats dels tractaments com a mínim iguals als presentats per les sessions de teràpia presencials tradicionals (cara-a-cara).
La psicoteràpia online te beneficis addicionals a les sessions presencials, atès que permet al pacient assistir a les sessions de forma més habitual que en les sessions tradicionals. S'ha comprovat que el número de no assistències a les sessions virtuals són molt menys que en les sessions presencials.
També existeixen investigacions que suggereixen que la psicoteràpia online és més efectiva perquè el pacient es mostra més receptiu i menys intimidat que en les sessions presencials tradicionals. Això permetria al pacient ser més honest permetent així al psicoterapeuta proporcionar un millor tractament.
La psicoteràpia online també proporciona la necessitat no coberta de psicoteràpia en regions remotes o de difícil accés tradicionalment no cobertes pels psicoterapeutes tradicionals. Els residents rurals i expatriats és més fàcil que atenguin a teràpia si es en el format online que en la seva comunitat local.
La psicoteràpia online també s'ha mostrat efectiva amb clients que puguin tenir dificultats per assistir a cites durant les hores laborals normals.
Addicionalment, la investigació també suggereix que la psicoteràpia online pot ser beneficiosa per a les persones amb discapacitats i persones en zones rurals que tradicionalment infrautilitzen els serveis clínics.

## Eficiència
Alguns membres de la comunitat científica han argumentat que la psicoteràpia online no podrà mai substituir la teràpia cara-a-cara. Actualment existeixen diversos estudis científics que demostren que la psicoteràpia online és efectiva en determinades situacions i trastorns. Per un altre costat, situacions severes com la tendència suïcida o un episodi de psicosis s'ha suggerit que és millor atendre'ls amb mètodes tradicionals cara-a-cara.
Cohen y Kerr han fet estudis sobre la eficiència de la psicoteràpia online per al tractament dels trastorns d'ansietat en estudiants i han conclòs que no existeix diferència en el nivell de canvi entre els dos mètodes Tal com s'ha mesurat amb el State-Trait Anxiety Inventory
Com un dels objectius principals de la psicoteràpia es alleugerar l'angoixa, l'ansietat o les preocupacions experimentades per un pacient quan ell o ella entra en la teràpia, la psicoteràpia online té una gran eficàcia en aquesta definició.
Les enquestes de satisfacció a pacients tendeixen a demostrar l'alt nivell de satisfacció del pacient amb la psicoteràpia online, mentre que els proveïdors algunes vegades mostren un nivell de satisfacció menor amb els mètodes a distància. Aquest estudi suggereix que els propis professionals de la psicoteràpia son més crítics amb les noves tecnologies que els seus pacients.